# Paul-Émile Janson
Paul-Émile Janson (30 de maio de 1872 — 3 de março de 1944) foi um político liberal da Bélgica. Ocupou o lugar de primeiro-ministro da Bélgica (ou Ministro-Presidente) de 24 de Novembro de 1937 a 15 de Maio de 1938. Durante a ocupação alemã, ele foi preso como prisioneiro político e morreu em um campo de concentração alemão em 1944.

## Biografia
Nascido em Bruxelas, Janson era filho do estadista liberal Paul Janson (falecido em 1913). Ele estudou direito na Universidade Livre de Bruxelas (agora dividida em Université Libre de Bruxelles e Vrije Universiteit Brussel), exerceu a profissão de advogado e também lecionou na universidade.

### Carreira política
Janson foi eleito liberal para a Câmara dos Representantes da Bélgica em 1910. Ele não foi reeleito em 1912, mas foi eleito novamente em 1914. Ele ocupou vários cargos de ministro, incluindo Guerra (1920), Justiça (1927-1931; 1932-1934; 1939, 1940) e ministro sem pasta (1940-1944). Ele foi nomeado Ministro de Estado honorário em 1931.
Ele serviu como o 30º primeiro-ministro da Bélgica em 1937–1938. No início da Segunda Guerra Mundial, Janson atuou como ministro das Relações Exteriores e como ministro sem pasta no governo de Hubert Pierlot. Ele permaneceu na França quando o governo no exílio mudou-se para Londres. Em 1943, ele foi detido pelas forças de ocupação alemãs e encarcerado no campo de concentração de Buchenwald. Ele morreu lá em 1944.
Sua irmã Marie Janson foi a primeira mulher a ser eleita para a Câmara dos Representantes em 1921 e mãe de Paul-Henri Spaak, sobrinho de Janson e o homem que o sucedeu diretamente como primeiro-ministro em 1938.